# 劉詩雯
劉詩雯（1991年4月12日—），遼寧撫順人，中國女子乒乓球運動員，所屬單位是廣東。因為其嬌小的個頭和擅長快攻的打法，初出道時有“小鄧亞萍”的稱號。2007-2013年她在國家隊的主管教練曾為2000年悉尼奧運會乒乓球男單金牌得主孔令輝，2013-2017年主管教練為劉志强，2017-2018年主管教练为肖战，現主管教練為奧運金牌得主馬琳。2019年於世錦賽首次獲得女單冠軍，並且與搭檔許昕獲得混雙冠軍，在此之前於2015年、2017年分別與朱雨玲和丁寧獲得兩次女雙冠軍，此外之前還獲得四次女團冠軍，成為繼林慧卿、曹燕華、劉國梁、王楠、王勵勤及郭躍後的中國第七位「世界乒乓球錦標賽金滿貫」。曾於2009年、2012年、2013年、2015年及2019年五度獲得乒乓球女子世界杯單打冠軍，成為在女乒世界杯歷史上第一位奪得最多單打冠軍的「五冠王」。

## 生平

### 成長及出道
劉詩雯的父親是辽宁省抚顺市一家砂轮厂的厂长，而母親則曾當過專業乒乓球运动员。母親在女儿刚出生时便有意培养她成為乒乓球運動員，於是4岁半起便教她在家中的乒乓球台練習打球。至5岁时，家人更將她送到抚顺市體校，跟隨張晶清教練接受訓練。
1998年，张晶清被調到广州执教，她隨後把7歲的劉詩雯也带到广州伟伦体校去；到劉詩雯入選广东省队後，她的母親也辭掉工作，搬到广东陪伴女儿。2003年，11歲的劉詩雯初次代表广东出戰城运会团体赛，便接连打敗张莹莹、常晨晨及姜華珺等国家队队员，技驚四座。由於劉詩雯在廣州長大，所以她會說流利的粵語。
至2004年2月，劉詩雯被召入中国国家乒乓球队二队，並率先在7月舉行的亚洲少年乒乓球錦標賽取得了团体和女双冠军；其後，她又贏得世界少年乒乓球挑战赛女单冠军，以及世界青年乒乓球锦标赛的女双、混双和团体冠军。至年底，她在队内循环赛拿到第一名，以13歲之齡入选国家女乒一队。
2007年，16歲的劉詩雯以女双选手的身份獲派参加萨格勒布舉行的世界乒乓球錦標賽，惜最後四強止步。然而，她卻在及後的進行的2008年全国乒乓球锦标赛及時回勇，並在决赛中逆转李晓霞，获得职业生涯首項重要冠军。同年，她又在中国乒乓球超级联赛中，率領水准一般的广东队爆冷奪得女团季军。

### 2009年 首奪世界冠軍
2009年，劉詩雯在國際賽的表現有個好開始。她先在1月份進行的国际乒联巡回赛丹麦站的決賽擊敗头号种子、韩国削球手金景娥，奪得個人職業生涯的第一個公開賽單打冠軍；其後又在6月舉行的中国乒乓球公开赛苏州站和8月舉行的天津站兩度奪標。 
憑藉出色的表現，劉詩雯得以憑外卡身份，出戰10月份在广州舉行的乒乓球女子世界盃。在女單決賽中，她以4－3战胜同门的郭跃，以18歲之齡奪得個人首個世界冠軍，除成為世界杯历史上最年轻的得主外，亦成為了中国国家乒乓球队歷來第96位世界冠軍。

### 2010年 敗走莫斯科
2010年1月，劉詩雯在国际乒联公布的女單世界排名中超越张怡宁，首次登上世界第一的宝座；然而，她卻在中国乒乓球女队的莫斯科世锦赛选拔赛中，接连不敌木子、丁宁和常晨晨，表現備受質疑。
5月份，劉詩雯入選國家隊出戰世界乒乓球团体锦标赛的名單，首次出战世乒赛团体赛。然而，擔任第一单打的她卻未能承擔壓力，在决赛的第二和第四盘中分别负于王越古与冯天薇，令中国队最終1比3不敵新加坡队，世乒赛团体赛九连冠梦碎。
此次落敗後，劉詩雯的狀態一度陷於低迷，其世界第一的位置亦被隊友郭焱取代。此外，她亦失去了國家隊教练组的信任，在与新加坡對戰的世界杯团体赛和廣州亞運會乒乓球比賽中，她都無緣上場。

### 2011年 狀態復甦
踏入2011年，劉詩雯的狀態才漸見復甦，先在2月進行的国际乒联职业巡回赛卡塔尔站贏得女单冠軍，结束接近一年的「冠军荒」，同時亦能成功爭取世乒赛的參賽資格。
5月份，劉詩雯出戰鹿特丹舉行的世界乒乓球锦标赛，直至半準決賽都能以直落四局轻松横扫，更淘汰姜華珺和郭焱等高手 ；及至準決賽才負於賽事的最終冠軍丁寧。雖然她在本屆世錦賽未能突破去屆的成績，但国家女乒主教练施之皓仍對她的表現表示讚許，更認為她已走出了去年兵败莫斯科的阴霾。
年末，未能入选女团世界杯阵容的劉詩雯出戰伦敦舉行的国际乒联职业巡回赛总决赛暨伦敦奥运测试赛，在女單比賽中連勝郭跃、王越古，更在決賽以4比0擊敗丁寧，成功奪冠。

### 2012年 無緣倫敦奧運會

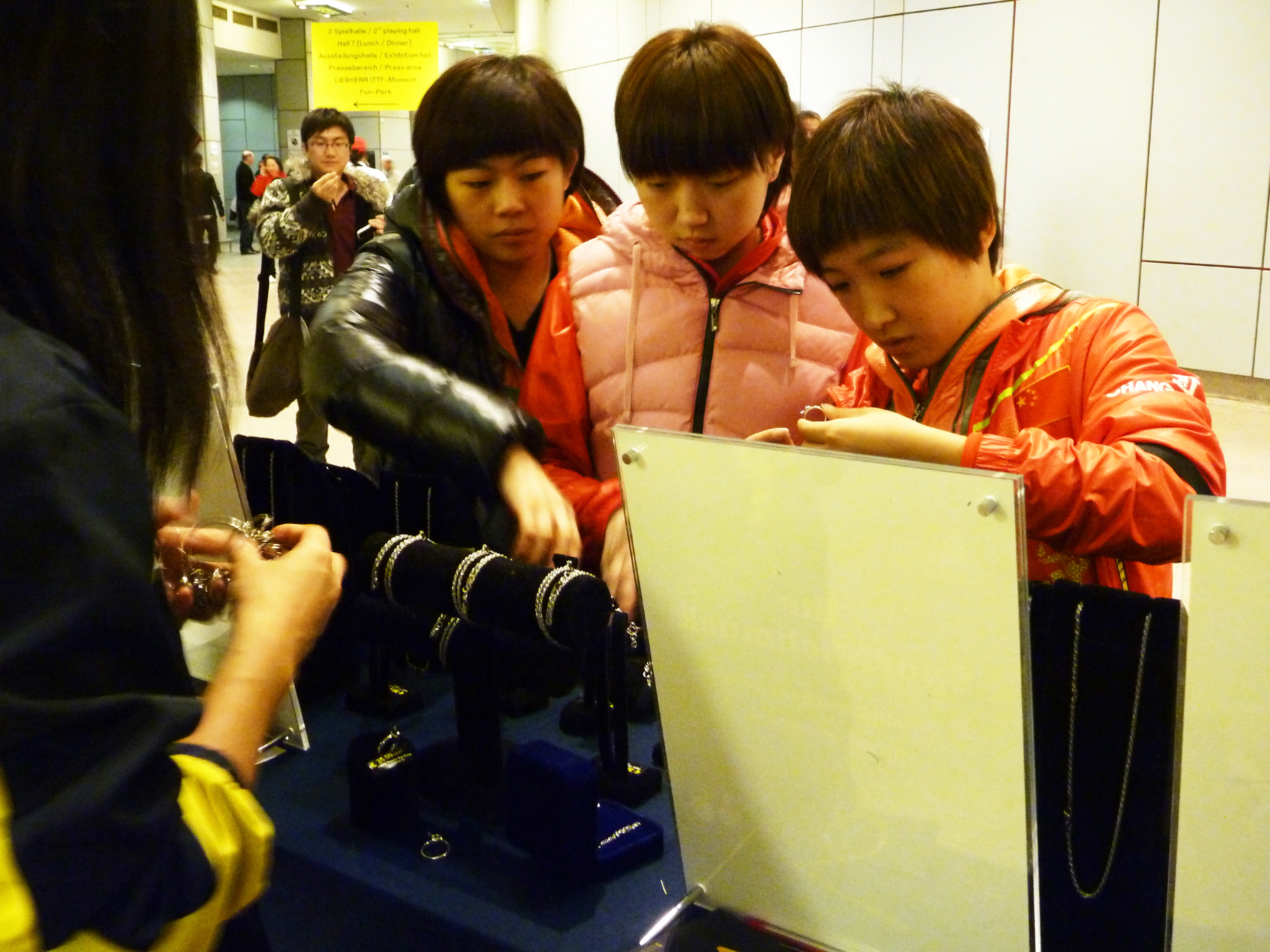
曹臻、范瑛、刘诗雯在2012年世界乒乓球团体锦标赛赛前

2012年1月，劉詩雯出戰匈牙利公开赛，在女單決賽中以4-2逆转郭焱，贏得本年度首項冠军；及後，她又贏得斯洛文尼亚公开赛的亞軍。憑藉連月來的佳績，她在国际乒联公布的第2期世界排名中，重返女單第2位。然而，勢頭甚好的她卻在澳門舉行的亚洲乒乓球锦标赛再遭滑鐵盧。在女团决赛的第三场中，劉詩雯在领先两局下连失三局，被新加坡的梦雨反勝。雖然，這次落敗未有影響中國隊奪冠，卻大大打擊了她參加倫敦奧運的機會。
同年3月，在德國多特蒙德舉行的世界乒乓球团体锦标赛中，劉詩雯再遭教練團冷待，只獲派出戰一場无关紧要的比赛；賽後，女單主教練施之皓更直言她到倫敦的可能性很小。最終，劉詩雯只能作為替補隊員隨隊出征倫敦奧運會，与第一次奧運會之旅擦肩。
同年9月，劉詩雯与郭躍參加國際乒聯女子世界盃賽。由於郭躍因傷退賽，劉詩雯成為征戰該屆賽事唯一的中國選手。最終，劉詩雯在決賽上4比0擊敗羅馬尼亞選手薩馬拉，再次獲得這項賽事的冠軍。年末，劉詩雯于国际乒联职业巡回赛总决赛中，以4:2的總比分擊敗丁寧，衛冕了該項賽事的女單冠軍。

### 2013年 世乒賽首进决赛
2013年初，劉詩雯帶領山西大土河队一舉奪得中国乒乓球超级联赛2012年赛季女團總冠軍，并在季後賽階段擊敗丁寧、郭躍等名將，憑最高積分成為賽事的最有價值球員。同年2月，劉詩雯在「直通巴黎」第一階段選拔賽中成績位居李曉霞之後名列第二，獲得巴黎世乒賽單打資格，第四次出戰世乒賽單項賽事。
同年3月，劉詩雯與李曉霞、丁寧、武楊、常晨晨組成的中國女隊，在廣州舉行的乒乓球世界杯團體賽中奪冠。2013年5月，劉詩雯于第52屆世界乒乓球錦標賽單項賽的女單比賽中取得重要突破，她在半決賽以4：1淘汰隊友朱雨玲，首次打進女單決賽，最終2：4惜敗給冠軍李曉霞。同時，劉詩雯還与丁寧搭檔，奪得女雙亞軍。
進入下半年，劉詩雯繼續保持良好的狀態。7月，她于南韓釜山舉行的亞洲乒乓球錦標賽中，奪得女單冠軍及女雙亞軍，并于同年9月的女單世界排名中超越丁寧，重返第一位，這是她自2010年9月以後，時隔三年再次登上女單世界第一寶座。9月下旬，于日本神戶舉行的女子乒乓球世界盃中，劉詩雯在決賽中4:0擊敗隊友武楊，第三次奪得該項賽事的冠軍，也使其在該項賽事的奪冠次數僅次於王楠和張怡寧，排名歷史第二位。

### 2014年
2014年初，劉詩雯在國際乒聯職業巡迴賽總決賽中奪得女單冠軍，從而成為第一位在該項賽事中實現三連冠的運動員。同年于日本東京舉行的世界乒乓球團體錦標賽，劉詩雯以主力隊員身份，協助中國隊衛冕成功，并以一場不敗的戰績一雪四年前在莫斯科慘敗的前恥。

### 2015年
2015年在苏州举办的第53届世乒赛单项比赛中，5月2日，刘诗雯在半决赛4：1击败李晓霞，与丁宁会师决赛。决赛在1：3落后的不利局面下调整状态，将总比分追为3：3平。决胜局中，刘诗雯延续火爆状态，先得两分。可随着对手丁宁在比赛中意外受伤，刘诗雯心态大受影响导致随后发挥失常，最终8：11输掉决胜局，屈居亚军。

### 2016年 里约奥运团体夺冠
2016年在2016年夏季奥林匹克运动会乒乓球女子团体比赛中,与丁宁、李晓霞组成的中国队夺得团体冠军,刘诗雯也成为国乒第23位奥运冠军。

### 2019年 世錦賽圓夢暨加冕世界盃五冠王
2019年在布達佩斯举办的第55届世乒赛单项比赛中，在16強比賽以4:0戰勝朝鮮好手，2016年奧運銅牌金宋依，並在8強比賽中4:1擊敗日本新秀加藤美優。在半決賽賽事中，遇到老對手及隊友丁寧，劉詩雯在0:2落後的情況下，連扳4局，其中第5局更打出11:0的比分，最後逆轉以4:2取勝進入決賽。決賽對著陳夢，經過6局比賽（其中在第五局劉詩雯對陳夢打出11:0的比分），最後以大比分4:2戰勝陳夢奪冠，獲得她的首面世錦賽金牌。
2019年於成都舉辦的女子世界盃，劉詩雯為第六度參賽，一路擊敗陳思羽及鄭怡靜、美國黑馬張安，並於決賽擊敗隊友朱雨玲奪得冠軍，超越王楠、張怡寧的四冠紀錄，成為歷史上第一位五冠王。

### 2019- 至高榮譽
劉詩雯 是中國首位乒乓球手能夠在世界乒乓球錦標賽中連續以11:0擊敗兩位分別曾經是女子世界排名第一的陳夢 和 丁寧。

## 学业
2010年获保送至华南理工大学工商管理专业体尖班，2019年获北京体育大学研究生冠军班录取。

## 主要比賽成績
劉詩雯歷來參加的各項主要比賽成績如下：

### 三大赛（奧運會、世界錦標賽、世界盃）
| 年份   | 賽事                   | 地點         | 成績   | 成績       | 成績          |
| 年份   | 賽事                   | 地點         | 單打   | 雙打       | 團體          |
| ------ | ---------------------- | ------------ | ------ | ---------- | ------------- |
| 2004年 | 世界青年乒乓球錦標賽   | 神戶         | 亞軍   | 冠軍(女雙) | 冠軍          |
| 2004年 | 世界青年乒乓球錦標賽   | 神戶         | 亞軍   | 冠軍(混雙) | 冠軍          |
| 2007年 | 世界乒乓球錦標賽       | 薩格勒布     | －     | 8強(女雙)  | －            |
| 2009年 | 世界乒乓球錦標賽       | 橫濱         | 準決賽 | 8強(女雙)  | －            |
| 2009年 | 乒乓球女子世界杯       | 广州         | 冠軍   | －         | －            |
| 2009年 | 世界杯乒乓球团体赛     | 林茨         | －     | －         | 冠軍          |
| 2010年 | 世界乒乓球团体锦标赛   | 莫斯科       | －     | －         | 亞軍          |
| 2010年 | 世界杯乒乓球团体赛     | 杜拜         | －     | －         | 冠軍          |
| 2011年 | 世界乒乓球錦標賽       | 鹿特丹       | 準決賽 | －         | －            |
| 2012年 | 世界乒乓球团体锦标赛   | 多特蒙德     | －     | －         | 冠軍          |
| 2012年 | 乒乓球女子世界杯       | 黃石         | 冠軍   | －         | －            |
| 2013年 | 世界杯乒乓球团体赛     | 廣州         | －     | －         | 冠軍          |
| 2013年 | 世界乒乓球錦標賽       | 巴黎         | 亞軍   | 亞軍(女雙) | －            |
| 2013年 | 乒乓球女子世界杯       | 神戶         | 冠軍   | －         | －            |
| 2014年 | 世界乒乓球团体錦標賽   | 東京         | －     | －         | 冠軍          |
| 2015年 | 世界杯乒乓球团体赛     | 杜拜         | －     | －         | 冠軍          |
| 2015年 | 世界乒乓球錦標賽       | 蘇州         | 亞軍   | 冠軍(女雙) | －            |
| 2015年 | 乒乓球女子世界杯       | 仙台         | 冠軍   | －         | －            |
| 2016年 | 世界乒乓球团体錦標賽   | 吉隆坡       | －     | －         | 冠軍          |
| 2016年 | 奧林匹克運動會桌球比賽 | 里約         | －     | －         | 冠軍          |
| 2017年 | 世界乒乓球錦標賽       | 杜塞爾多夫   | 準決賽 | 冠軍(女雙) | －            |
| 2017年 | 乒乓球女子世界杯       | 萬錦         | 亞軍   | －         | －            |
| 2018年 | 世界杯乒乓球团体赛     | 倫敦         | －     | －         | 冠軍          |
| 2018年 | 世界乒乓球团体锦标赛   | 哈爾姆斯塔德 | －     | －         | 冠軍          |
| 2019年 | 世界乒乓球錦標賽       | 布達佩斯     | 冠軍   | 冠軍(混雙) | －            |
| 2019年 | 乒乓球女子世界盃       | 成都         | 冠軍   |            |               |
| 2019年 | 世界盃乒乓球團體賽     | 東京         |        |            | 冠軍          |
| 2021年 | 奧林匹克運動會桌球比賽 | 東京         | －     | 亞軍(混雙) | --(因伤退赛） |

### 亞運會、亞洲錦標賽、亞洲杯
| 年份   | 賽事                 | 地點         | 成績   | 成績         | 成績   |
| 年份   | 賽事                 | 地點         | 單打   | 雙打         | 團體   |
| ------ | -------------------- | ------------ | ------ | ------------ | ------ |
| 2004年 | 亞洲青年乒乓球錦標賽 | 新德里       | 準決賽 | 冠軍(女雙)   | 冠軍   |
| 2004年 | 亞洲杯乒乓球賽       | 北九州       | 第10名 | －           | －     |
| 2005年 | 亞洲乒乓球錦標賽     | 濟州         | 16強   | 冠軍(女雙)   | 準決賽 |
| 2009年 | 亞洲乒乓球錦標賽     | 勒克瑙       | 準決賽 | 準決賽(混雙) | 冠軍   |
| 2009年 | 亞洲杯乒乓球賽       | 杭州         | 亞軍   | －           | －     |
| 2010年 | 亞洲杯乒乓球賽       | 廣州         | 冠軍   | －           | －     |
| 2010年 | 亞洲運動會乒乓球比賽 | 廣州         | －     | 亞軍(女雙)   | 冠軍   |
| 2012年 | 亞洲乒乓球錦標賽     | 澳門         | 準決賽 | －           | 冠軍   |
| 2012年 | 亞洲杯乒乓球賽       | 廣州         | 冠軍   | －           | －     |
| 2013年 | 亞洲杯乒乓球賽       | 香港         | 冠軍   | －           | －     |
| 2013年 | 亞洲乒乓球錦標賽     | 釜山         | 冠軍   | 亞軍(女雙)   | 冠軍   |
| 2014年 | 亞洲運動會乒乓球比賽 | 仁川         | 冠軍   | 亞軍(女雙)   | 冠軍   |
| 2015年 | 亞洲杯乒乓球賽       | 齋普爾       | 亞軍   | －           | －     |
| 2015年 | 亞洲乒乓球錦標賽     | 芭達亞       | 8強    | 棄賽(女雙)   | 冠軍   |
| 2016年 | 亞洲杯乒乓球賽       | 迪拜         | 冠軍   | －           | －     |
| 2017年 | 亞洲乒乓球錦標賽     | 無錫         | 準決賽 | －           | 冠軍   |
| 2017年 | 亞洲杯乒乓球賽       | 艾哈邁達巴德 | 亞軍   | －           | －     |
| 2019年 | 亞洲乒乓球錦標賽     | 日惹         | 亞軍   | 冠軍(混雙)   | 冠軍   |

### 國際乒聯巡迴賽
| 年份   | 巡迴賽分站地點         | 成績   | 成績       |
| 年份   | 巡迴賽分站地點         | 單打   | 雙打       |
| ------ | ---------------------- | ------ | ---------- |
| 2005年 | 中国深圳               | 32強   | 8強        |
| 2005年 | 日本橫濱               | 32強   | 16強       |
| 2006年 | 斯洛維尼亞韋萊涅       | 8強    | 8強        |
| 2006年 | 萨格勒布               | 32強   | 準決賽     |
| 2006年 | 中国廣州               | 32強   | 8強        |
| 2007年 | 中国南京               | 準決賽 | 亞軍       |
| 2007年 | 中国深圳               | 8強    | －         |
| 2007年 | 德国不來梅             | 8強    | 準決賽     |
| 2007年 | 瑞典斯德哥爾摩         | 32強   | 準決賽     |
| 2008年 | 科威特科威特市         | 8強    | 8強        |
| 2008年 | 多哈                   | 8強    | 8強        |
| 2008年 | 大田                   | 32強   | 冠軍       |
| 2008年 | 新加坡                 | 32強   | －         |
| 2008年 | 中国上海               | 8強    | 8強        |
| 2009年 | 斯洛維尼亞韋萊涅       | 準決賽 | 準決賽     |
| 2009年 | 丹麦腓特烈港           | 冠軍   | 冠軍       |
| 2009年 | 科威特科威特市         | 8強    | 準決賽     |
| 2009年 | 多哈                   | 準決賽 | 亞軍       |
| 2009年 | 中国蘇州               | 冠軍   | 亞軍       |
| 2009年 | 中国天津               | 冠軍   | 冠軍       |
| 2009年 | 英格兰谢菲尔德         | 亞軍   | 8強        |
| 2010年 | 澳門（總決賽）         | 16強   | 冠軍       |
| 2010年 | 多哈                   | 亞軍   | 冠軍       |
| 2010年 | 科威特科威特市         | 冠軍   | 亞軍       |
| 2010年 | 中国蘇州               | 8強    | 亞軍       |
| 2011年 | 英格兰谢菲尔德         | 準決賽 | 8強        |
| 2011年 | 多哈                   | 冠軍   | 準決賽     |
| 2011年 | 阿联酋杜拜             | 8強    | 準決賽     |
| 2011年 | 中国深圳               | 準決賽 | 冠軍       |
| 2011年 | 奥地利施韋夏特         | 亞軍   | 16強       |
| 2011年 | 瑞典斯德哥爾摩         | 亞軍   | 準決賽     |
| 2011年 | 英格兰倫敦（總決賽）   | 冠軍   | －         |
| 2012年 | 匈牙利布達佩斯         | 冠軍   | 冠軍       |
| 2012年 | 斯洛維尼亞韋萊涅       | 亞軍   | －         |
| 2012年 | 仁川                   | 冠軍   | 冠軍       |
| 2012年 | 中国上海               | 亞軍   | 16強       |
| 2012年 | 中国蘇州               | 亞軍   | 準決賽     |
| 2012年 | 中国杭州（總決賽）     | 冠軍   | －         |
| 2013年 | 科威特科威特市         | 冠軍   | 準決賽     |
| 2013年 | 多哈                   | 亞軍   | 準決賽     |
| 2013年 | 阿联酋杜拜             | 冠軍   | －         |
| 2013年 | 中国長春               | 準決賽 | 冠軍       |
| 2013年 | 中国蘇州               | 亞軍   | 8強        |
| 2013年 | 俄羅斯叶卡捷琳堡       | 亞軍   | 冠軍       |
| 2014年 | 阿联酋迪拜（總決賽）   | 冠軍   | －         |
| 2014年 | 科威特科威特市         | 準決賽 | 冠軍       |
| 2014年 | 中国成都               | 亞軍   | 冠軍       |
| 2014年 | 瑞典斯德哥爾摩         | 亞軍   | 冠軍       |
| 2015年 | 科威特科威特市         | 準決賽 | 8強        |
| 2015年 | 日本神戶               | 準決賽 | 準決賽     |
| 2015年 | 中国成都               | 準決賽 | 冠軍       |
| 2015年 | 波蘭華沙               | 冠軍   | 準決賽     |
| 2015年 | 瑞典斯德哥爾摩         | 準決賽 | 準決賽     |
| 2015年 | 葡萄牙里斯本（總決賽） | 8強    | －         |
| 2016年 | 科威特科威特市         | 8強    | 冠軍       |
| 2016年 | 多哈                   | 冠軍   | 冠軍       |
| 2016年 | 日本東京               | 冠軍   | 亞軍       |
| 2016年 | 仁川                   | 亞軍   | 冠軍       |
| 2016年 | 中国成都               | 亞軍   | 亞軍       |
| 2017年 | 中国成都               | 準決賽 | 冠軍       |
| 2018年 | 多哈                   | 冠軍   | －         |
| 2018年 | 中华人民共和国（香港） | 8強    | －         |
| 2018年 | 日本福岡               | 準決賽 | 亞軍       |
| 2018年 | 大田廣域市             | 準決賽 | －         |
| 2018年 | 吉朗                   | 冠軍   | －         |
| 2018年 | 瑞典斯德哥爾摩         | 8強    | －         |
| 2018年 | 奥地利林茨             | 8強    | 冠軍(混雙) |
| 2018年 | 仁川（總決賽）         | 8強    | －         |
| 2019年 | 匈牙利布達佩斯         | 準決賽 | 冠軍(混雙) |
| 2019年 | 多哈                   | 亞軍   | 冠軍(混雙) |
| 2019年 | 中国深圳               | 8強    | 冠軍       |
| 2019年 | 日本札幌               | 亞軍   | 冠軍       |
| 2019年 | 中国鄭州（總決賽）     | －     | 冠軍(混雙) |